# دوروتی دندریج

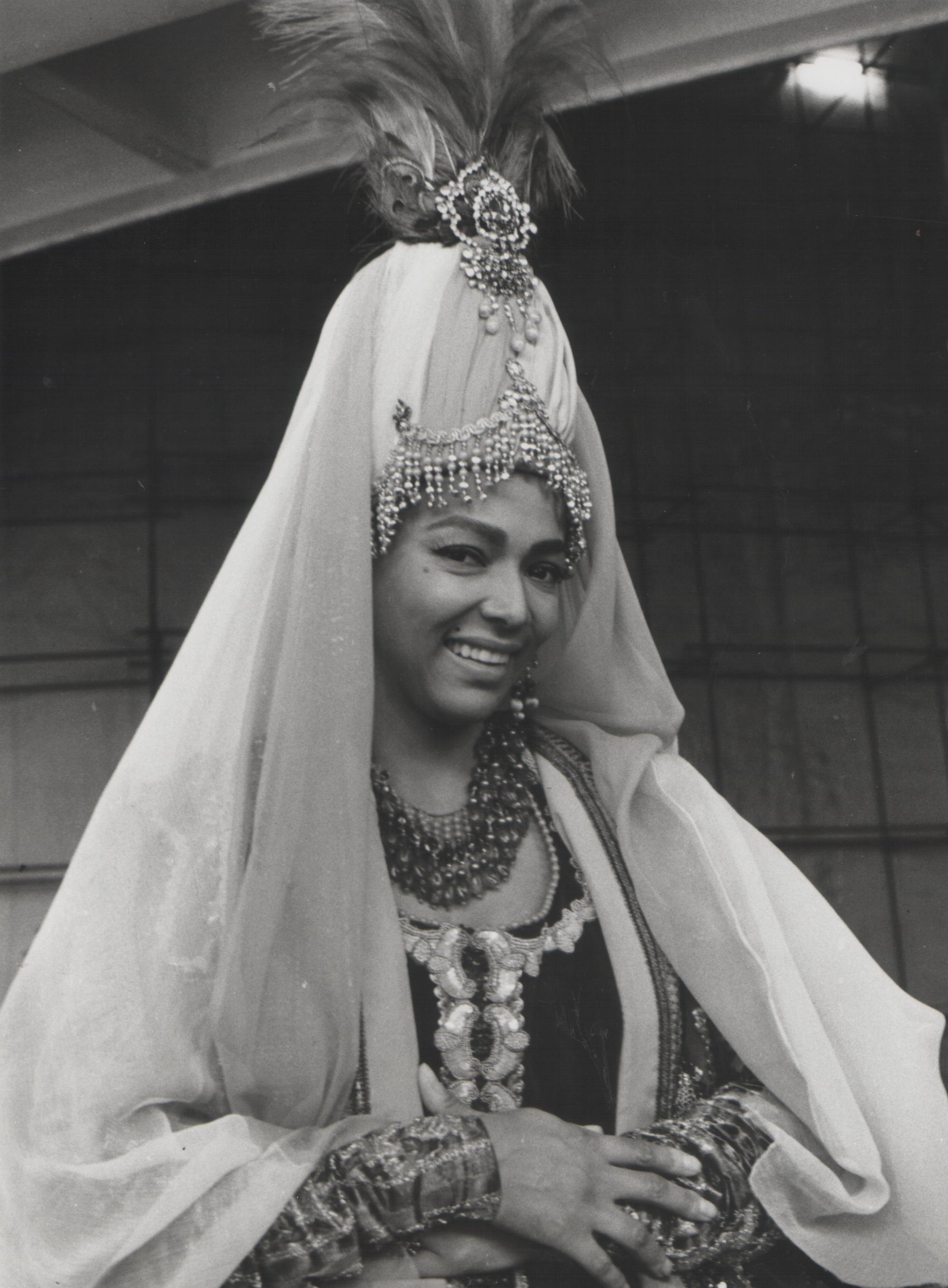

دوروتی دندریج (انگلیسی: Dorothy Dandridge؛ زاده ۹ نوامبر ۱۹۲۲ درگذشته ۸ سپتامبر ۱۹۶۵) یک هنرپیشه اهل ایالات متحده آمریکا بود.